# إلفين جونز
إلفين جونز (بالإنجليزية: Elvin Jones)‏ هو عازف جاز وطبال وموسيقي أمريكي، ولد في 9 سبتمبر 1927 في بونتياك في الولايات المتحدة، وتوفي في 18 مايو 2004 في إنغلوود في الولايات المتحدة بسبب نوبة قلبية.

## وصلات خارجية
- الموقع الرسمي
- إلفين جونز على موقع IMDb (الإنجليزية)
- إلفين جونز على موقع الموسوعة البريطانية (الإنجليزية)
- إلفين جونز على موقع ميوزك برينز (الإنجليزية)
- إلفين جونز على موقع إن إن دي بي (الإنجليزية)
- إلفين جونز على موقع أول ميوزيك (الإنجليزية)
- إلفين جونز على موقع ديسكوغز (الإنجليزية)
- إلفين جونز على موقع قاعدة بيانات الفيلم (الإنجليزية)